# Hof ter Molleken

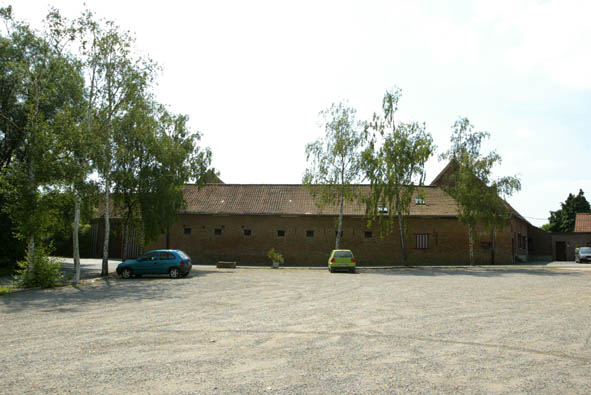
De hoeve van Hof ter Molleken

Het Hof ter Molleken is een historische hoeve in de gemeente Gooik in Vlaams-Brabant. Het is een site met de status van erkend bouwkundig erfgoed van de Vlaamse overheid.

## Historiek
De hoeve is een gesloten hoeve waarvan het huis volgens een inscriptie boven de voordeur zou zijn gebouwd in 1768. De langschuur van de hoeve zou later, in 1869 zijn gebouwd. Andere delen van de hoeve, zoals de stalvleugels en het wagenhuis zouden eveneens van rond deze periode afstammen.
De bewoners van de hoeve zouden in het verleden Stevenisten zijn geweest. Tegenwoordig is een manege actief in de hoeve die gebruikt maakt van de stallen.